# 妙正寺公園

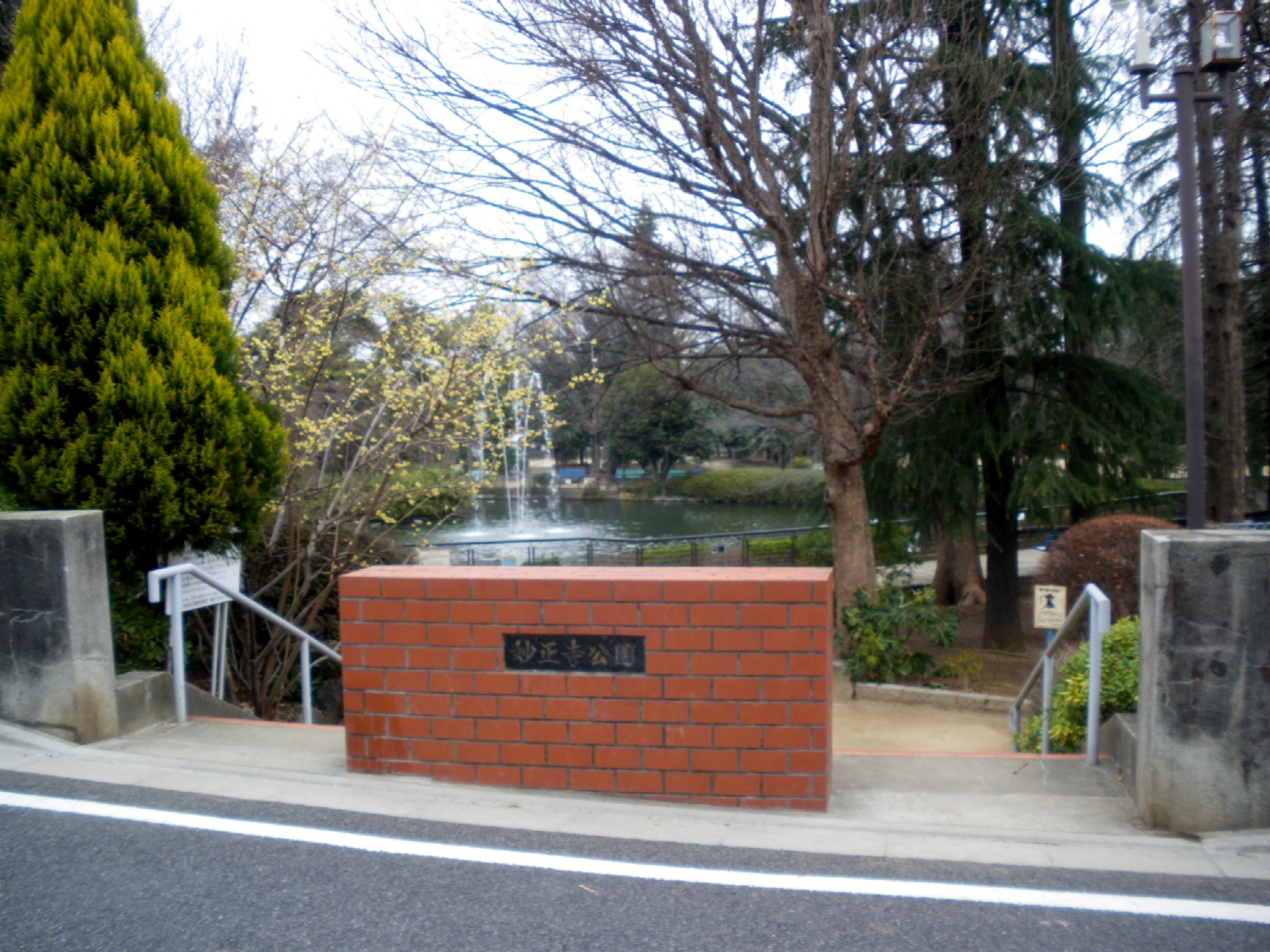
妙正寺公園入口。奥に噴水を上げている妙正寺池が見える。

妙正寺公園（みょうしょうじこうえん）は、東京都杉並区清水にある杉並区立の公園である。妙正寺川の水源にもなっている、妙正寺池を中心に遊具や広場が整えられており、周辺住民の憩いの場として知られる。園内で妙正寺川に支流の井草川（現在は暗渠）が合流している。

## 歴史
妙正寺池は古来より武蔵野台地の湧水池のひとつとしてあり、1352年に池のほとりに日蓮宗の寺院である妙正寺が建てられた。池の名前はそれに因んでいる。妙正寺は現在でも池の南側に在り、杉並区でも有数の由緒ある寺として知られている。妙正寺の弁才天はかつては、妙正寺池のほとりにあったものである。付近の宅地化とあわせて、公園として整備され、公園としては1963年4月1日に開園した。現在では湧水量が減り、池の水は人工的に揚水しているものである。

## 主な施設
- 妙正寺池（3つの噴水がある）
- 多目的広場
- 遊戯広場（遊具類がある）
- 健康広場

面積:約12,444m2

## アクセスなど
- 荻窪駅、下井草駅、井荻駅よりバス。（関東バス）中瀬中学校、妙正寺池、清水二丁目の各停留所より約5分程度。
- 開園時間:常時開園
- 駐車場:なし
- 料金:入園無料。